# Szentistván
Szentistván là một làng thuộc hạt Borsod-Abaúj-Zemplén, Hungary. Làng này có diện tích 51,29 km², dân số năm 2010 là 2433 người, mật độ 47 người/km².